# Pinczés István
Pinczés István (Gelej, 1953. március 28.–) rendező, színházigazgató.

## Életpályája
Szülei Pinczés József és Vankucz Erzsébet. 1972–1977 között a Kossuth Lajos Tudományegyetem Bölcsészettudományi Karának magyar-angol szakos hallgatója volt. 1979–1982 között a Színház- és Filmművészeti Főiskola színházelmélet szakán tanult.
Diákként a Főnix színpadon rendezett. Megalapította a Mimosz pantomimegyüttest, mellyel az 1977-es Ki mit tud? vetélkedőn első díjat nyert. 1979-ben megalapította a Debreceni Színjátszó Stúdiót. 1978–1983 között a debreceni Csokonai Nemzeti Színház rendezőasszisztense, 1983–1987 között rendezője, 1987–1991 között főrendezője, 1991–1993 között igazgatója, 1997–2002 között vezető rendezője volt. 2003 óta a Pesti Magyar Színház tagja. 2010-ben doktorált a Színház- és Filmművészeti Egyetemen. 2012 óta a Griff Bábszínház igazgatója.

## Magánélete
1975-ben házasságot kötött Palásthy Ildikó egyetemi tanárral. Két fiuk született: Dávid (1981) és Máté (1985).

## Színházi munkái
A Színházi Adattárban regisztrált bemutatóinak száma: szerzőként: 6; színészként: 5; koreográfusként: 7; rendezőként: 126; díszlettervezőként: 24.

### Szerzőként
- Csendesek a hajnalok (1984)
- A brémai muzsikusok (1990)
- Diploma után (2007)
- Légy jó mindhalálig (2011)
- Peti a képtárban (2013)

### Színészként
- Krúdy Gyula: Az arany meg az asszony....Második színész
- Szabó Magda: Régimódi történet....
- Tolsztoj: Élő holttest....
- Ghelderode: Barabbás....A pojáca
- Remenyik Zsigmond: "Vén Európa" Hotel....Lüdecke

### Koreográfusként
- Krúdy Gyula: Az arany meg az asszony (1978)
- Móricz Zsigmond: Sátán (1978)

### Rendezőként
(d=díszlettervező is)
- Kroetz: Felső-Ausztria (1981)
- Kroetz: A fészek (1981)
- Petronius Arbiter: A síri nő, avagy az efezuszi özvegy (1981)
- Füst Milán: A zongora (1981)
- Szép Ernő: Május (1981)
- Karinthy Ferenc: Bösendorfer (1982)
- Hubay Miklós: Antipygmalion (1982)
- Capek: A végzetes szerelem játéka (1983)
- Frisch: Ha egyszer Hotz úr dühbe gurul (1983)
- Örkény István: Pisti a vérzivatarban (1983)
- Vasziljev: Csendesek a hajnalok (1984)
- Páskándi Géza: Vendégség vagy Egy az Isten? (1984) (d)
- Queneau: Stílusgyakorlat (1985, 1987 (d), 1992 (d))
- Brecht: Koldusopera (1985)
- Schwajda György: Segítség (1986)
- Örkény István: Tóték (1986)
- Stavis: A szivárványszínű köntös (1987)
- Dürrenmatt: A milliomosnő látogatása (1988)
- Havel: Audiencia (1989-1990)
- Spiró György: Csirkefej (1989)
- Pownall: Mesterkurzus (1989)
- Grimm: A brémai muzsikusok (1990)
- Leigh: La Mancha lovagja (1990, 2012)
- Garaczi László: Imoga (1990)
- Kocsák Tibor: Légy jó mindhalálig (1991-1997 (d), 2000, 2007 (d), 2011 (d))
- Molnár Ferenc: Liliom (1991)
- Kocsák Tibor: A Kid (1992)
- Ken Kesey: Kakukkfészek (1992)
- Darvas Ferenc: Ibusár (1992)
- Braden: Színezüst csehó (1993)
- Várkonyi Mátyás-Miklós Tibor: Sztárcsinálók (1993)
- Kármán-Szabó: Fanni hagyományai (1993, 1998)
- Darvasi László: Vizsgálat a rózsák ügyében (1993)
- Aiszkhülosz-Szophoklész-Euripidész: A sors gyermekei (1994) (d)
- Cander-Ebb: Chicago (1994)
- William Shakespeare: Sok hűhó semmiért (1994)
- Darvasi László: Szív Ernő estéje (1995)
- Hasek: Svejk (1995-1996)
- Gombrowicz: Operett (1995)
- Garaczi László: Fesd feketére! (1996)
- Borgesson-Long-Singer: Shakespeare összes (Rövidítve) - SÖR (1996)
- Dés László: A dzsungel könyve (1996)
- William Shakespeare: Vízkereszt, vagy amit akartok (1997)
- Schwartz: Godspell (1997-1999) (d)
- Szabó Magda: Kiálts, város! (1997)
- Jarry: Übü király (1998)
- Kacsóh Pongrác: János vitéz (1998) (d)
- Horváth Károly: Leányrablás (1998)
- Hamvai Kornél: Márton partjelző fázik (1999)
- Hrabal: Szigorúan ellenőrzött vonatok (1999)
- Borbély Szilárd: [kamera.man] (1999)
- Bart: Olivér (2000)
- Fielding: Tom Jones (2000, 2005)
- Mrozek: Özvegyek (2001)
- Szabó Magda: Sziluett (Vörösmarty-medalionok) (2001)
- Móricz Zsigmond: Kismadár (2001)
- Háy János: A Gézagyerek (2001)
- Dobozy Imre: A tizedes meg a többiek (2002)
- Heltai Jenő: A néma levente (2002)
- Weber Kristóf: Ólomkatona és papírlány (2002)
- Beckett: Godot-ra várva (2002) (d)
- Hubay Miklós: Freud avagy az álomfejtő álma (2003) (d)
- Háy János: Herner Ferike faterja (2003) (d)
- Süskind: A nagybőgő (2003)
- Radström: Búcsúkvartett (2004)
- Kiss Csaba: A dög (2004) (d)
- William Shakespeare: A windsori víg nők (2004)
- Kiss Csaba: Világtalanok (2004) (d)
- Dear: Hatalom (2005)
- Kemény-Kocsák: Kiálts a szeretetért! (2005-2006) (d)
- Rideg-Bereményi: Indul a bakterház (2006)
- Szabó-Bereményi: Az ajtó (2006)
- Szigligeti Ede: II. Rákóczi Ferenc fogságai (2006)
- Horváth Károly: Laura (2006)
- Pozsgai-Pinczés: Diploma után (2007) (d)
- Tamási-Pozsgai: Ábel (2007)
- Szigligeti Ede: Liliomfi (2007, 2010)
- Zalán Tibor: Katonák, katonák (2007) (d)
- Spiró György: Prah (2007) (d)
- Gulyás Levente: Lüzisztraté (2008) (d)
- Kárpáti Péter: Nick Carter, avagy végső leszámolás dr. Quartzcal (2008)
- Háy János: Házasságon innen, házasságon túl (2008) (d)
- Rodgers: A muzsika hangja (2009) (d)
- Huszka Jenő: Bob herceg (2009)
- Kocsis István: Vincent van Gogh (2009)
- Kesselring: Arzén és levendula (2010)
- Zalán Tibor: Szása i Szása (2011)
- Carlo Collodi: Éljen Kinoppió! (2011)
- Baum: Óz, a nagy varázsló (2012)
- Pinczés-Szepesi: Peti a képtárban (2013)
- Pownall: Mesterkurzus (2017) (d)

## Díjai, kitüntetései
- Jászai Mari-díj (1990)
- Uchimura-díj (ITI-Japán) (1994)
- Magyar Köztársasági Arany Érdemkereszt (2004)
- Kitüntetés a Japán-Magyar színházi kapcsolatok fejlesztéséért – Japán (2006)
- Főnix díj (2007, 2009)
- Mezőcsát díszpolgára (2009)
- Felkelő Nap érdemrend 5. fokozat (2016)